# Битка при Каудинийските проходи
В Битката при каудинийските проходи през 321 пр.н.е. римляните са победени от самнитите по време на втората самнитска война. Самнитският генерал Гай Понтий, син на историка Херений, побеждава войската на двамата римски консули Тит Ветурий Калвин и Спурий Постумий Албин Кавдин. Обозначаването като битка е само историческа формалност: не е имало сражение и не е имало жертви. Римляните са хванати в капан в безводно място от самнитите и не им остава нищо друго освен да преговарят за унизително предаване. Действията са напълно политически, като преговарящите от двете страни се стремят да договорят най-добрите условия за тях. В крайна сметка самнитите решават, че ще бъде по-добре за бъдещите отношения да пуснат римляните, които минават „под каудинско робство“. Римляните спират воденето на тяхната кампания срещу самнитите от свързани с религията и честта съображения.
Битката се състои при „Каудинийските проходи“ (furculae Caudinae) близо до самнитския град Каудиум.

## Капан
След спечелването на чиста победа някъде в Самниум през 322 пр.н.е., римляните отказват офертата за сключване на мир от самнитите, подготвяйки се да възобновят кампанията си през 321 пр.н.е. Консулите за годината Тит Вертурий Калвин и Спурий Постумий Абин, повеждат тяхната комбинирана армия към Кампания, решавайки да издигнат своя лагер до Калатия (Calatia), точно на изток от Капуа.
Самнитският генерал Гай Понтий, разбирайки, че римската армия се намира близо до Калатия, изпраща десет войника дегизирани като овчари. Когато римляните ги залавят, мнимите овчари им казват, че град Лучера в Апулия, който е завладян от римляните е обсаден. Консулите напълно повярват в тази история и решават да се притекат на помощ на „обсадения“ град. Лошото за тях е, че избират да минат по по-краткия път през Каудинийските проходи. Районът около Каудинийските проходи е обграден от планини и може да се премине само през две дефилета. Според Тит Ливий, римляните минават по първия проход и през тревистите полета без да забележат криещите се самнитски сили в хълмовете над тях. Когато достигат второто дефиле откриват барикада от повалени дървета и големи камъни и скали. В този момент самнитите се показват на хълмовете. Разбрали, че са измамени, римляните опитват да се върнат, но виждат, че и пътят назад е блокиран. Те са хванати между две барикади, заобиколени от вражеските сили навсякъде над тях. В този момент според Ливий, римляните изпадат в отчаяние, разбирайки, че положението им е безнадеждно.

## Самнитската дилема
Римската армия, потънала в униние, трябвало да реши как ще действа. Консулите заповядват на войниците да издигнат нормален походен лагер и така започва нещо като обсада. Според Ливий, самнитите нямат представа какво да направят, за да се възползват от техния успех. Гай Понтий изпраща писмо до баща си Херений Понтий с искане за съвет, как да се отнесе с римляните. Отговорът е: римляните трябва да бъдат пуснати невредими. Този съвет е отхвърлен и второ писмо е пратено до Херений. Този път отговорът е: да се избият всички римски войници до последния човек.
Незнаейки как да реагират с такива противоречиви съвети, самнитите поискали Херний да дойде и да обясни лично, какво има предвид. Когато Херений пристигнал, той обяснил: като освободят римляните невредими, ще спечелят тяхното приятелство. Ако да ги пуснат не е приемливо, тогава трябва да избият цялата армия до крак, като по-този начин ще се отслаби Римската република и ще се предотврати нова инвазия за няколко години. Попитан дали няма среден път, Херний настоял, че всеки среден път ще бъде пълна глупост и ще даде на римляните причина за отмъщение, без да ги е отслабил.
Други древни източници предполагат, че се е провела битка, в която самнитите побеждават римляните и ги принуждават да се предадат.

## Последици
Според Ливий, Гай Понтий показва нежелание да се възползва от съветите на баща си. Понтий настоява цялата армия от консулите надолу, да мине „под робство“ (две копия забити в земята и трето сложено напречно на тях, създавайки нещо като портал), облечени само в техните туники. Това се разглежда като голямо унижение, което означава, че вражеските войници са напълно победени и са изцяло под властта на победителя. Римляните също трябва да изтеглят техните колонии от Самниум, включително Калес и колонията при Фрегелае (Fregellae). Тези условия са приети от двамата командващи консули и от присъстващите офицери, тъй като армията е изправена пред гладуване. Ливий описва детайлно унижението на римляните, което служи да се подчертае мъдростта на съвета на Херний. Според някои версии въпреки че условията, които са приети от консулите, са отхвърлени от сената, Рим ги спазва за няколко години до 316 пр.н.е. Според други, Рим нарушава договора и нанася няколко поражения на самнитите, като дори римската войска пленява около 7000 самнитски бойци и ги заставя да мината под „робство“.